# Excelsior (ketch)
Pour les articles homonymes, voir Excelsior.
L'Excelsior est un ketch aurique britannique en bois de 31 m de long. C'était un ancien navire de pêche construit en 1921 (Lowestoft smack). Il est classé bateau historique depuis 1999 par le National Historic Ships.
Son port d'attache actuel est Lowestoft au Royaume-Uni.

## Histoire

### 1921: Construction
Il a été construit en 1921 au chantier naval John Chambers & Co de Lowestoft dans le Suffolk,,. Il fut lancé comme chalutier à voiles et il est considéré comme l'un des derniers Lowestoft trawlers (ou Lowestoft smack) qui comportait une flotte de 340 voiliers de pêche,.

### 1921-1935: Smack de pêche britannique
Il sert comme bateau de pêche à la morue en Mer du Nord avec son premier propriétaire Jimmy Strong jusqu'en 1933 ou il est désarmé à la suite de la crise économique.

### 1935-1972: Caboteur norvégien à moteur
En 1935, il est vendu à Bjørn Stensland à  Kristiansand en Norvège, il a été motorisé pour servir de caboteur sous le nom de 'Svinør,,. Le navire survit à un bombardement durant la seconde guerre mondiale. Il est revendue en Norvège Sverre & Ole Borrüfsen de Svinor (Mandal), son port d’attache à cette époque. Le mât d'artimon est démonté en 1968, l'entreprise cesse ses activités en 1970.

### 1972-1989: Restauration et transformation en ketch
En 1971, John Wylson, un britannique passionné de vieux gréements anglais recherche un navire à acquérir. Il achète le Svinor en 1972 avec deux amis et le ramène en Angleterre,, avec pour port d'attache Lowestoft au Royaume-Uni. John Wylson et Mark Trevitt commencent sa restauration mais les moyens sont insuffisants. John Wylson et Mark Trevitt fondent l'Excelsior Trust en 1983 pour poursuivre la restauration du navire avec le concours d'étudiants et de chômeurs en qualification,. La restauration se d"roule au chantier George Prior et a pour objectif de lui rendre son aspect original, la restauration se termine en 1988, il est désormais gréé en ketch et prend son nom d'origine Excelsior. Sa cale à poisson a été transformée en cabine, le navire a été mis aux normes modernes et le pont a été rétabli comme à son origine.
Il reçoit un prix à la suite de sa restauration en 1989 : Scania Transport Trust Award. il a été classé monument historique en 1999 par le National Historic Ships. Il fait partie de la flotte historique nationale de navires "d’importance nationale ou régionale prééminente".

### À partir de 1989: Navire école britannique
Il sert désormais comme voilier-école et navigue en Europe du Nord,.
En 1989, le voilier fait le tour de la Grande-Bretagne et commencer l’entraînement de l'équipage. La même année, il participe à sa première course de grands voiliers : Cutty Sark Tall Ships Races (catégorie B) avec le skipper Mick Hart sur la course entre Londres et Hambourg. Il fait l’objet d’un épisode de la série Sailaway d'Anglia TV. Une reconstitution de pêche au chalut fait l’objet d’une émission diffusée par Channel 4 dans leur série «The Real History Show», diffusé en 2000 sous le titre «Fish and Ships».
En 2005, durant la deuxième course des Tall Ships' Races, entre Newcastle et Fredrikstad, l'Excelsior lance un appel à l'aide, pour une voie d'eau. Le brick Prince William, abandonne la course et lui vient en aide en lui fournissant une pompe et l'accompagne jusqu'à Fredrikstad.
Entre 2005 et 2010, l'Excelsior a été affrété par le Cirdan Sailing Trust pour dispenser une formation à la voile aux jeunes défavorisés, le navire revient à l'Excelsior Trust  en 2011.

## Caractéristiques
L'Excelsior est un deux-mâts en bois, gréé en ketch aurique à corne,. Il mesure 31,1 m de long, 5,57 m de large, il possède un tirant d'eau de 2,68 m et un déplacement de 91 t. Sa propulsion est assurée par un moteur auxiliaire et 6 voiles constituant 316 m2 de surface de voilure, permettant une vitesse maximale de 9 nœuds sous voiles.
Les 18 voiles se répartissent comme suit :
- Mât d'artimon : Voile d'artimon et flèche d'artimon ;
- Grand-mât (à l'avant sur un ketch) : Grand-voile aurique et flèche ;
- À l'avant : 2 focs : foc et trinquette.

Le navire possède une capacité d’accueil de 12 stagiaires encadrés par 5 membres d'équipage,. Il présente l'indication LT 472 inscrit sur sa grand-voile.

## Galerie d'images

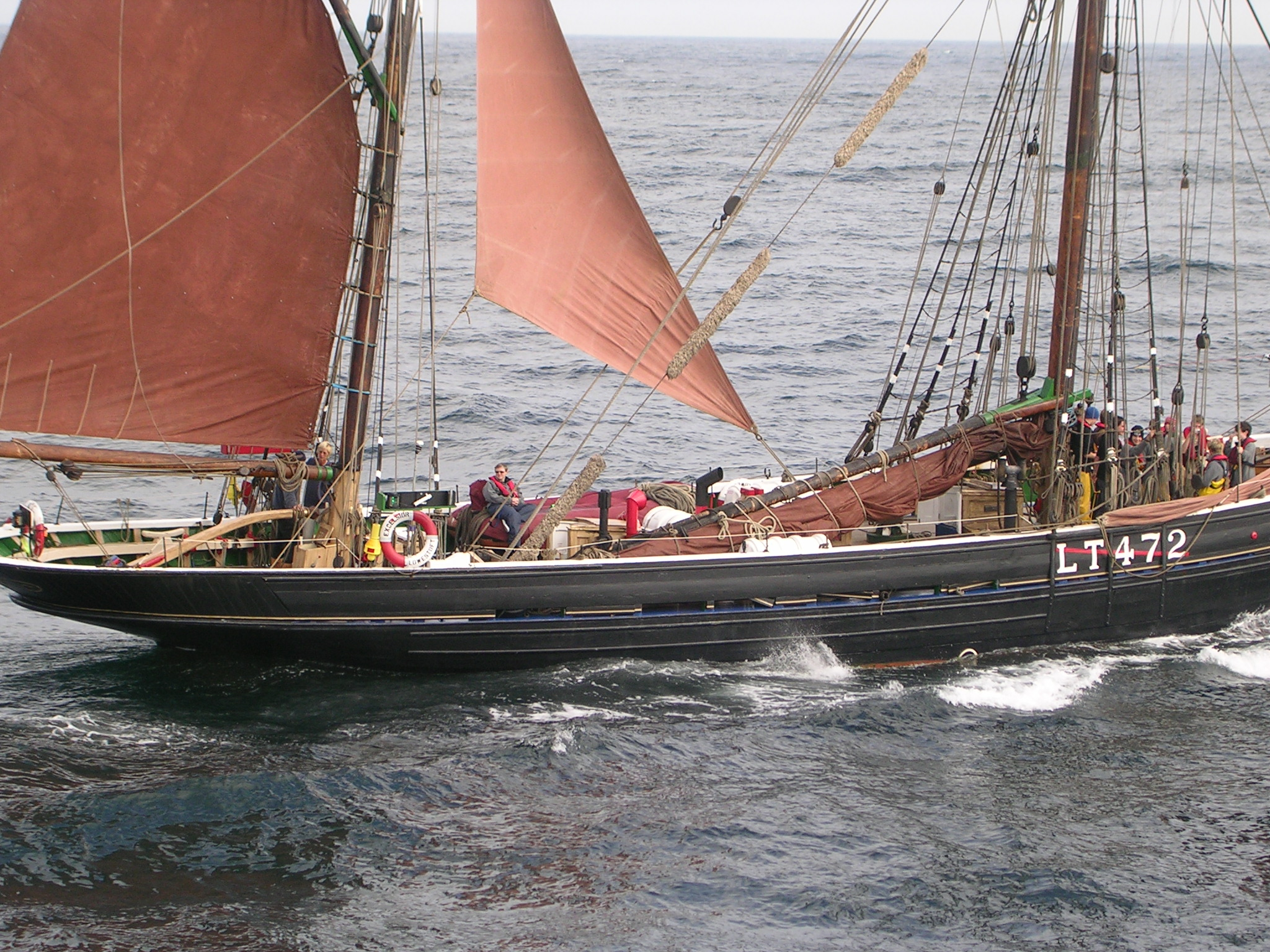
Détail du pont
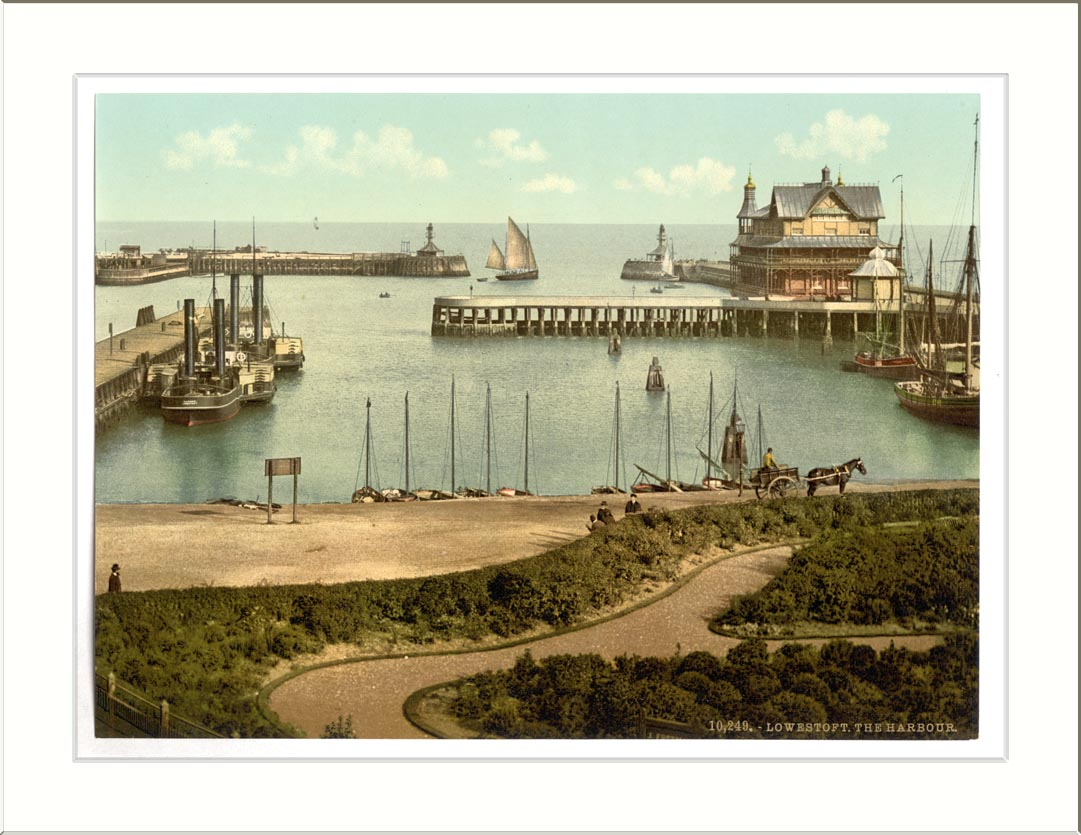
Port de Lowestoft
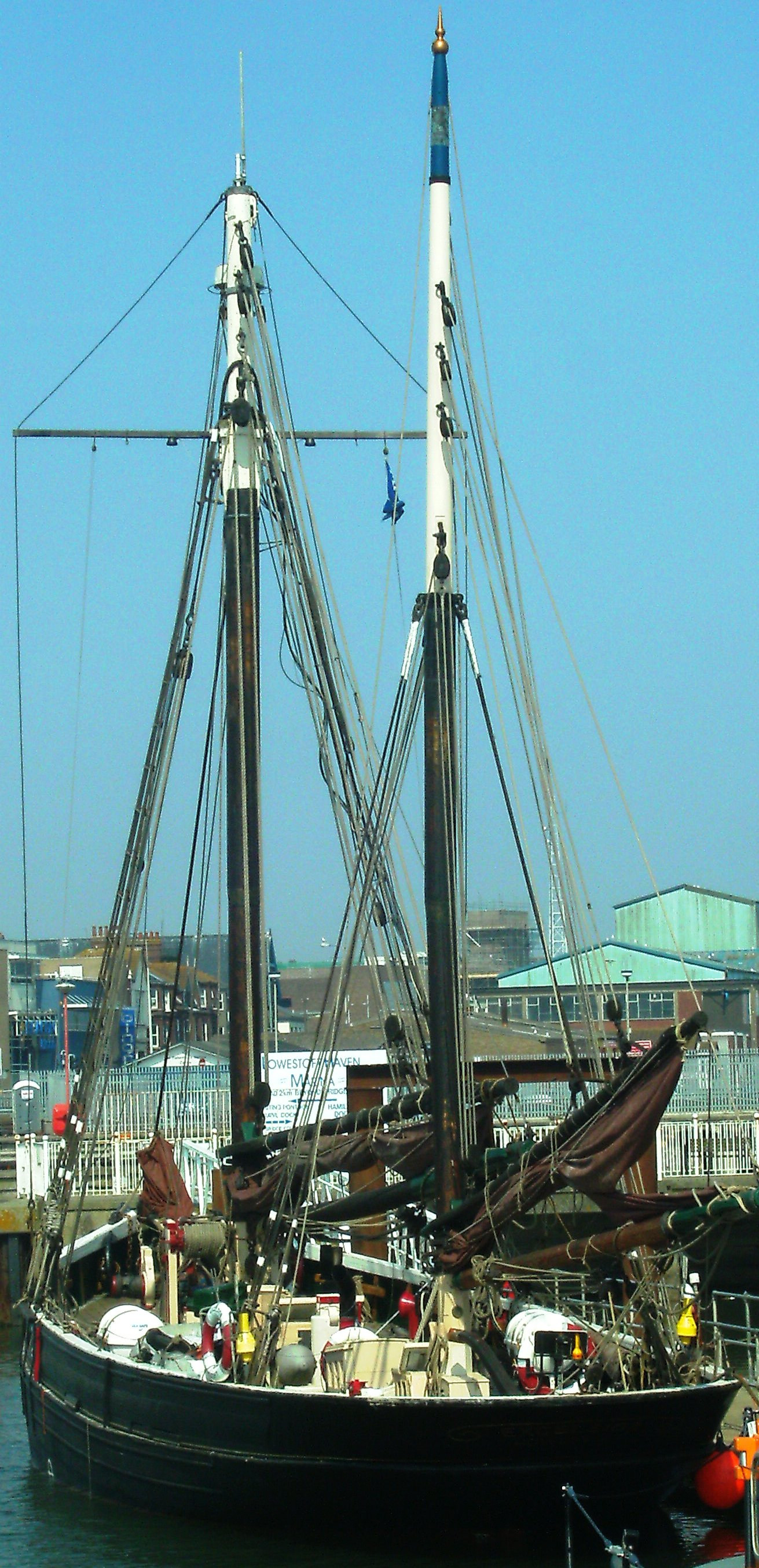
Le navire à son port d'attache à Lowestoft en 2011.